# 24/7 (албум)
24/7 је први студијски албум српског фолк певача Пеђе Јовановића, издат 10. октобра 2023. године за IDJ Tunes. На албуму се налазе дуети са Анђелом Келеман и Едом Абдовићем. За све песме снимљени су музички спотови објављени на јутјуб каналу певача.

## Списак песама
| №   | Назив                  | Текст                   | Музика                | Трајање |  |
| 1.  | 24/7                   | Милан Милетић (музичар) | Милан Милетић         | 3:08    |  |
| 2.  | Љубав, ја и ти         | Јелена Трифуновић       | Саша Драгић           | 3:30    |  |
| 3.  | Неформално             | Драган Брајовић Браја   | Драган Брајовић Браја | 3:03    |  |
| 4.  | Ко зна што је то добро | Бане Опачић             | Бане Опачић           | 3:52    |  |
| 5.  | Испод жита             | Јелена Трифуновић       | Ђианис Фрасерис       | 3:05    |  |
| 6.  | Твој неко              | Стефан Папић            | Стефан Папић          | 3:09    |  |
| 7.  | Иде ми у животу        | Бане Опачић             | Бане Опачић           | 3:47    |  |
| 8.  | Година за годином      | Златко Јововић          | Лео Ђокај             | 3:08    |  |
| 9.  | Документа              | Милош Рогановић         | Милош Рогановић       | 2:37    |  |
| 10. | Куда журиш             | Милан Рађен             | Милан Рађен           | 4:04    |  |